# باول أندرو وليامز
باول أندرو وليامز (بالإنجليزية: Paul Andrew Williams)‏ هو كاتب سيناريو ومخرج بريطاني، ولد في 1973 في بورتسموث في المملكة المتحدة.

## وصلات خارجية
- باول أندرو وليامز على موقع IMDb (الإنجليزية)
- باول أندرو وليامز على موقع ألو سيني (الفرنسية)
- باول أندرو وليامز على موقع أول موفي (الإنجليزية)
- باول أندرو وليامز على موقع قاعدة بيانات الأفلام السويدية (السويدية)
- باول أندرو وليامز على موقع قاعدة بيانات الفيلم (الإنجليزية)
- باول أندرو وليامز على موقع كينوبويسك (الروسية)